# スザンナと長老たち (アルトドルファー)
『スザンナと長老たち』（スザンナとちょうろうたち、英: Susanna and the Elders）、または『水浴のスザンナ』（すいよくのスザンナ、独: Susanna im Bade）は、ドイツ・ルネサンス期の画家アルブレヒト・アルトドルファーが1526年に菩提樹板上に油彩で制作した絵画である。主題は『旧約聖書』の「ダニエル書」13章にあるスザンナの水浴の物語である。作品はミュンヘンのアルテ・ピナコテークに所蔵されている。

## 作品
スザンナの水浴の物語を描いた画家たちの大半は、女性裸体像を描くための機会と捉えていた。アルトドルファーはより世俗的なアプローチをしており、珍しい例外となっている。物語はドイツの風景の中に置かれ、描かれている人物たちは当時の服装をしている。
アルトドルファーは、広大なテラスと隣接する庭園のある、ジェホイアキム (Jehoiakim) の童話的な宮殿を表現することに重点を置いている。回廊、広間、テラスは、話したり、遊んだり、食事をしたりとあらゆることをしている人々で満たされている。こうした細部描写の中に、画家は同じ物語の様々な要素を描いている。遠景左側では、スザンナが入浴するためにプールのほうに向かって歩いている。前景左側で、スザンナは4人の侍女に囲まれて登場している。彼女は座って足を洗っており、侍女の1人が彼女の神を梳かしている。左側の木々の茂みには、スザンナの身づくろいを覗き見している2人の老人が微かに見える。後に彼らはスザンナに迫り、凌辱しようと試みるが、スザンナに拒否される。
画面右側で、赤いドレスを纏ったスザンナが宮殿に向かっている。手には無垢の象徴である白いユリを持っているが、ユリは、貞淑で、老人たちの言いなりにならなかったスザンナを示している。老人たちはスザンナがある青年と密会していたと嘘の告発をするが、ダニエルという人物がその嘘を暴く。右側には、嘘をついた老人たちに石が投げられる場面があり、それが物語の結末となっている。窓辺にいる人々がその場面を見ている。